# Akademie der Wissenschaften der Tschechischen Republik

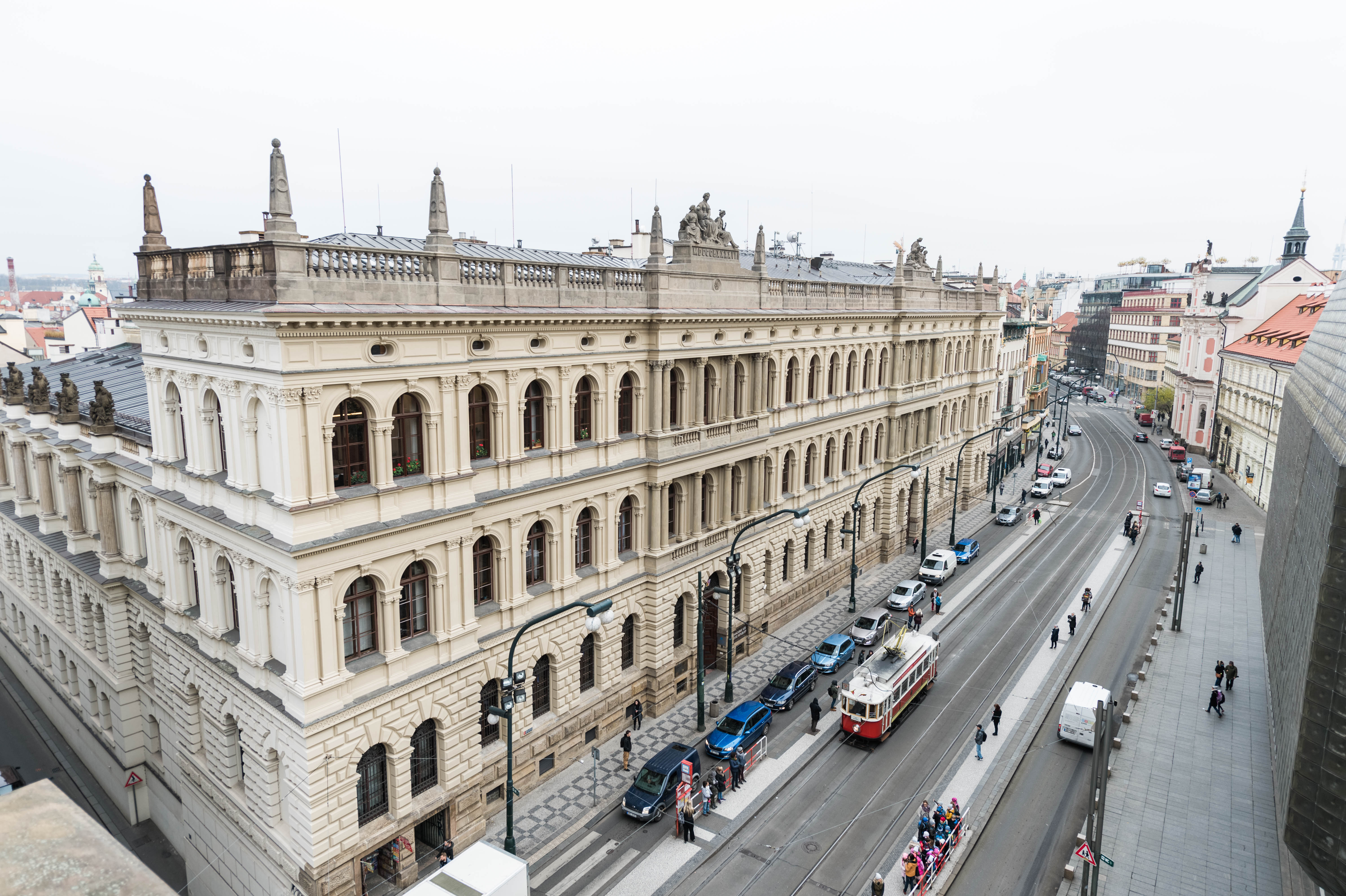
Hauptgebäude der Akademie in der Národní in Prag

Die Akademie der Wissenschaften der Tschechischen Republik (tschechisch Akademie věd České republiky, kurz AV ČR) oder Tschechische Akademie der Wissenschaften (englisch Czech Academy of Sciences, kurz CAS) ist die führende außeruniversitäre Forschungseinrichtung in Tschechien.
Die Akademie beschäftigt sich mit Grundlagenforschung und angewandter Forschung. Die Zentralverwaltung der Akademie und vierzig Forschungsinstitute haben ihren Sitz in Prag, die übrigen Institute in anderen Städten des Landes. Die Akademie vergibt mehrere Auszeichnungen, darunter die Heyrovský-Medaille.

## Geschichte
Die älteste Vorgängerin der Akademie ist die Königliche böhmische Gesellschaft der Wissenschaften, die 1784 mit Zustimmung Kaiser Josephs II. gegründet wurde. Die Gesellschaft war von Beginn an zweisprachig tschechisch und deutsch geprägt. Im 19. Jahrhundert strebten Anhänger der nationalen Bewegung die Gründung einer explizit tschechischen Akademie an. Auf Betreiben Josef Hlávkas wurde schließlich 1890 die Tschechische Akademie der Wissenschaften und Künste gegründet. Beide Gelehrtengesellschaften blieben auch nach der Gründung der Tschechoslowakei im Jahr 1918 bestehen. 
Im Jahr 1952 entstand durch Fusion der Tschechischen Akademie der Wissenschaften und Künste, der Königlichen böhmischen Gesellschaft der Wissenschaften und anderer staatlicher Institute die Tschechoslowakische Akademie der Wissenschaften. Sie blieb im Wesentlichen eine tschechische Akademie. Die Slowakische Akademie der Wissenschaften wurde ihr 1960 formal untergeordnet, blieb jedoch eine eigenständige Organisation. Nach der Auflösung der Tschechoslowakei wurde am 31. Dezember 1992 die Akademie der Wissenschaften der Tschechischen Republik als Nachfolgeorganisation ins Leben gerufen.

## Organisation
Die Hauptaufgabe der Akademie ist Grundlagenforschung. Die Akademie berät den Staat in den Bereichen Forschung und Entwicklung, betreibt nationale und internationale Forschungsprogramme und koordiniert die Zusammenarbeit zwischen angewandter Forschung und Industrie. Die Institute beteiligen sich mit Doktorstudiengängen auch am Bildungswesen.

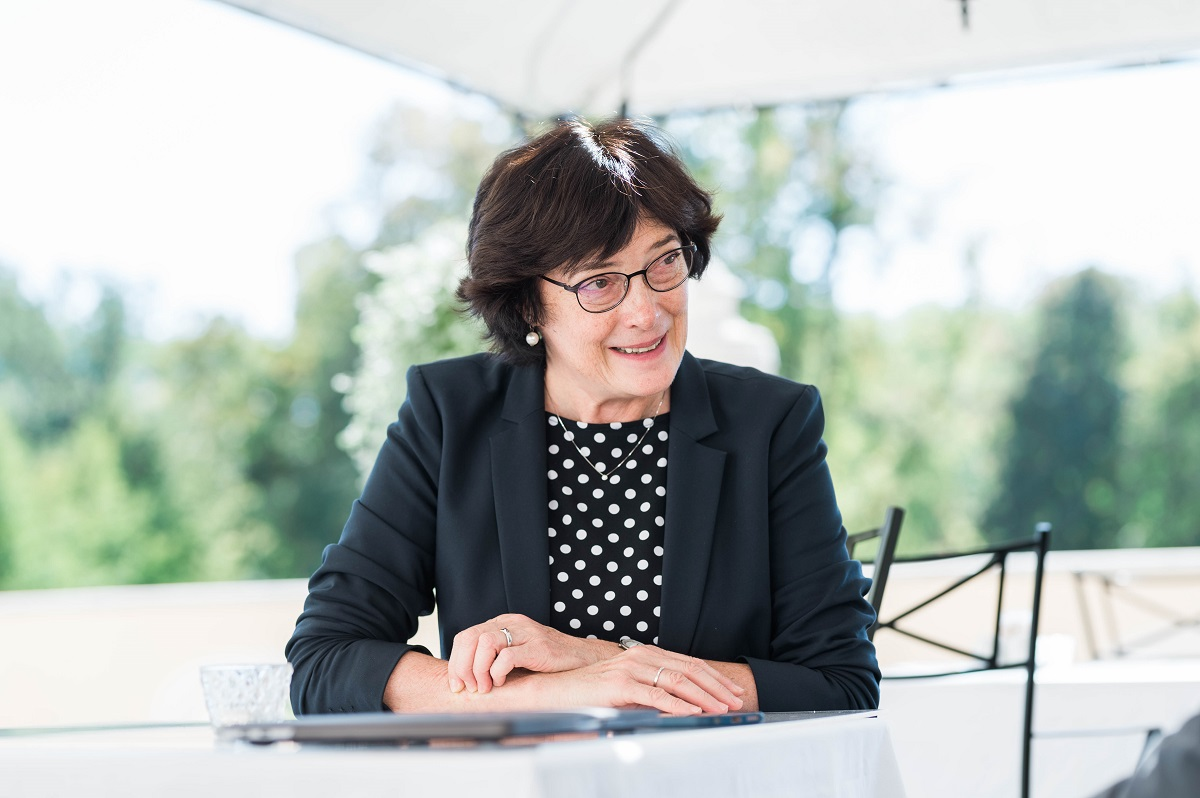
Eva Zažímalová, Präsidentin seit 2017

Das höchste Selbstverwaltungsorgan der AV ČR ist das Akademische Parlament, das sich zu zwei Dritteln aus Wissenschaftlern der einzelnen Einrichtungen zusammensetzt, sowie aus Repräsentanten von Hochschulen, der staatlichen Verwaltung, Vertretern der Industrie und weiteren öffentlichen Persönlichkeiten. Das Ausführende Organ ist der Akademische Rat, vertreten durch den Präsidenten der Wissenschaftsakademie. Der Wissenschaftliche Rat beschäftigt sich vor allem mit politisch-wissenschaftlichen Fragen der Akademie. Alle Organe werden für eine Zeitdauer von vier Jahren gewählt. Eine unabhängige Aufsichtskommission überwacht und bewertet die Ergebnisse und Vorhaben der Akademie. An der Spitze der Akademie steht seit 2017 Eva Zažímalová.
Die Akademie wird aus dem Staatshaushalt finanziert. Die Finanzierung der wissenschaftlichen Arbeit entspricht dabei dem internationalen Standard. Neben der rein allgemeinen Finanzierung werden auch spezielle Projektfinanzierungen realisiert.
Sie gliedert sich in 57 Institute und verfügt in Kooperation mit den Hochschulen über das Promotionsrecht. Daneben existieren Forschungszentren (výzkumná centra), die meist auf technisch-naturwissenschaftliche Fächer spezialisiert sind und nach dem Vorbild der deutschen Max-Planck-Institute ausgebaut werden sollen.
Die Akademie beschäftigt über 9000 Mitarbeiter.

### Institute
Die Akademie besteht aus 53 Forschungsinstituten. Diese gliedern sich in drei Hauptabteilungen mit jeweils drei Sektionen:
- Hauptabteilung der Wissenschaften von der unbelebten Natur
  - Sektion Mathematik, Physik und Informatik
    - Astronomisches Institut
    - Physikalisches Institut
    - Mathematisches Institut
    - Institut für Informatik
    - Institut für Kernphysik
    - Institut für Informationstheorie und Automatisierung

  - Sektion Angewandte Physik
    - Institut für Materialphysik
    - Institut für Plasmaphysik
    - Institut für Hydrodynamik
    - Institut für Gerätetechnik
    - Institut für Photonik und Elektronik
    - Institut für Thermomechanik
    - Institut für theoretische und angewandte Mechanik

  - Sektion Geographie
    - Geophysikalisches Institut
    - Geologisches Institut
    - Institut für Atmosphärenphysik Meteorologische Station auf der Milešovka
    - Institut für Geonik

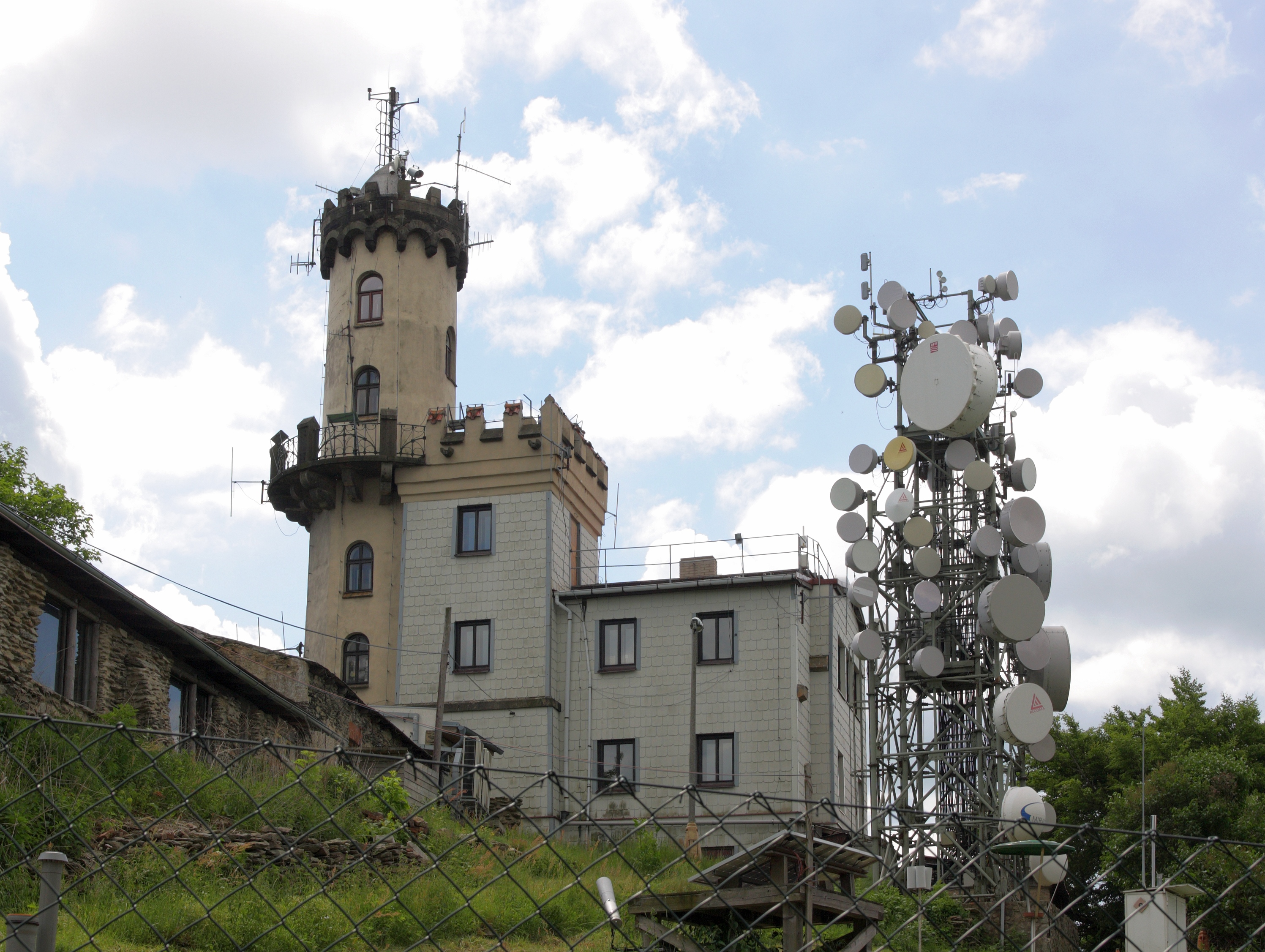
Meteorologische Station auf der Milešovka

    - Institut für Gesteinsstruktur und -mechanik
- Hauptabteilung der Wissenschaften von der belebten Natur und der Chemie
  - Sektion Chemie
    - Institut für anorganische Chemie
    - Institut für chemische Prozesse
    - Jaroslav-Heyrovský-Institut für physikalische Chemie
    - Institut für analytische Chemie
    - Institut für makromolekulare Chemie Institut für makromolekulare Chemie 

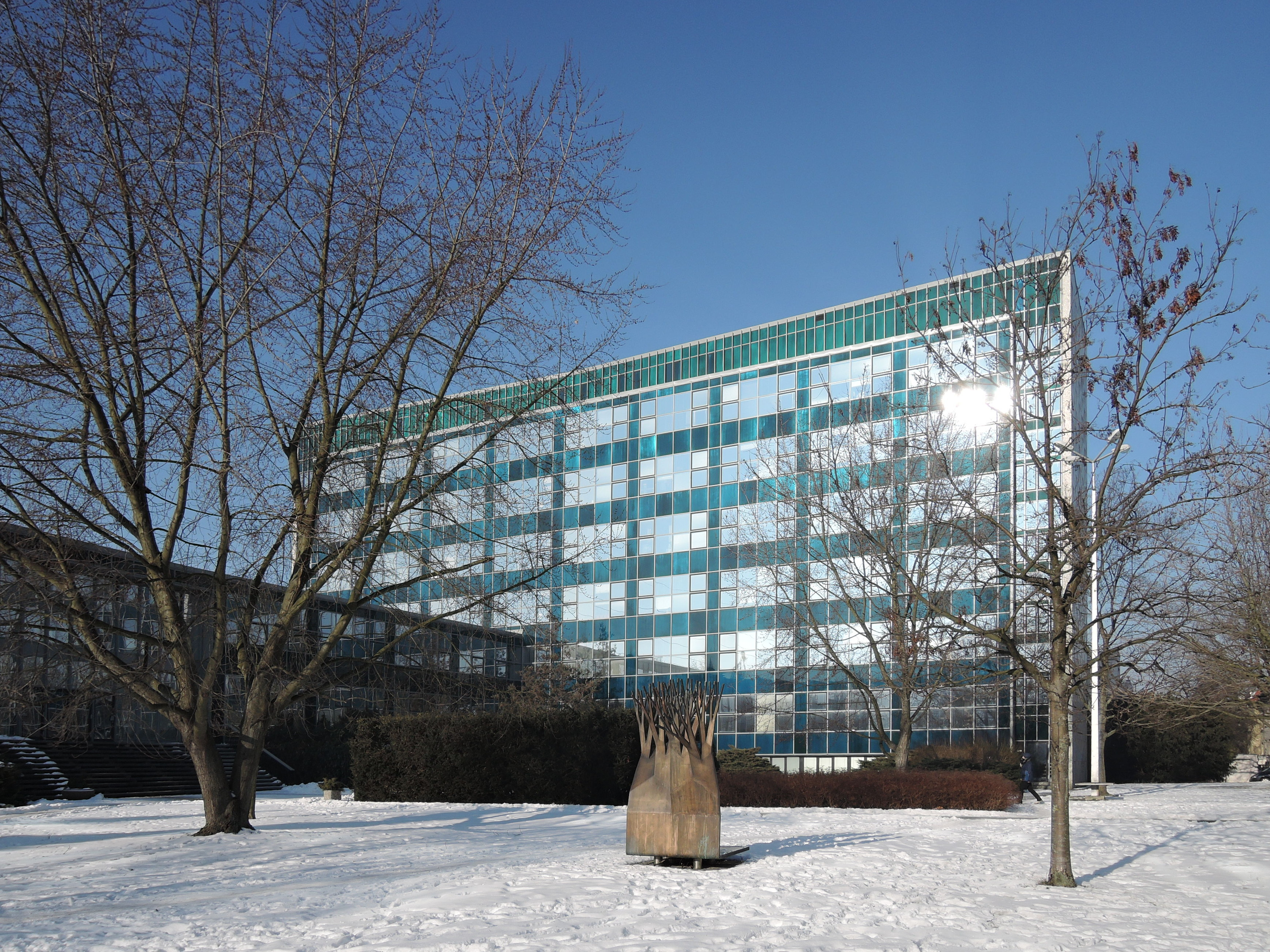
Institut für makromolekulare Chemie

    - Institut für organische Chemie und Biochemie

  - Sektion Biologie und Medizin
    - Biophysikalisches Institut
    - Biotechnologisches Institut
    - Physiologisches Institut
    - Mikrobiologisches Institut
    - Institut für experimentelle Botanik
    - Institut für experimentelle Medizin
    - Institut für molekulare Genetik
    - Institut für Tierphysiologie und -genetik

  - Sektion Biologie und Ökologie
    - Biologisches Zentrum
    - Entomologisches Institut
    - Hydrobiologisches Institut
    - Parasitologisches Institut
    - Institut für pflanzliche Molekularbiologie
    - Institut für Bodenbiologie
    - Botanisches Institut
    - Institut für Wirbeltierbiologie
    - Institut für Systembiologie und Ökologie
    - Zentrum der Erforschung des globalen Wandels
- Hauptabteilung Human- und Sozialwissenschaften.
  - Sektion Sozialwissenschaften und Ökonomie
    - Bibliothek der AV ČR
    - Volkswirtschaftliches Institut
    - Psychologisches Institut
    - Soziologisches Institut
    - Institut für Staat und Recht

  - Sektion Geschichte
    - Archäologisches Institut Prag
    - Archäologisches Institut Brünn
    - Historisches Institut
    - Masaryk-Institut – Archiv der AV ČR
    - Institut für Kunstgeschichte
    - Institut für Zeitgeschichte

  - Sektion Geisteswissenschaften und Philologie
    - Ethnologisches Institut
    - Institut für Philosophie
    - Orientalisches Institut
    - Slawisches Institut
    - Institut für tschechische Literatur
    - Institut für tschechische Sprache

### Präsidentschaft der AV ČR
- Rudolf Zahradník (25. Februar 1993 – 27. März 2001)
- Helena Illnerová (27. März 2001 – 24. März 2005)
- Václav Pačes (24. März 2005 – 24. März 2009)
- Jiří Drahoš (24. März 2009 – 24. März 2017)
- Eva Zažímalová (seit 25. März 2017)